# Parainesis mashonensis
Parainesis mashonensis is een vlinder uit de familie van de spinneruilen (Erebidae). De wetenschappelijke naam van deze soort werd voor het eerst voorgesteld als Eilema elegans var. mashonensis door Embrik Strand in een publicatie uit 1922.
Deze soort komt voor in Zimbabwe.